# Pandemia COVID-19 w Polsce
Pandemia COVID-19 w Polsce – epidemiczne zachorowania na terenie Polski na ostrą zakaźną chorobę układu oddechowego COVID-19 wywoływaną przez wirusa SARS-CoV-2. Pierwszy przypadek zakażenia tym koronawirusem stwierdzono 4 marca 2020 w szpitalu w Zielonej Górze, gdzie zdiagnozowano zachorowanie 66‑letniego mężczyzny, który przyjechał autokarem z Niemiec. W okresie od 14 do 20 marca 2020 obowiązywał w Polsce stan zagrożenia epidemicznego, a od 15 marca 2020 wprowadzono na granicach Polski kordon sanitarny, znacząco ograniczający ruch graniczny. Od 20 marca 2020 roku do 15 maja 2022 roku, zgodnie z rozporządzeniem Ministra Zdrowia obowiązywał w Polsce stan epidemii. 16 maja 2022 stan epidemii został zmieniony na stan zagrożenia epidemicznego. 1 lipca 2023 stan zagrożenia epidemicznego został odwołany.
Do 30 czerwca 2023 r. odnotowano 6 517 852 przypadki zakażenia i zarejestrowano 119 626 zgonów.

## Przebieg pandemii

### Przygotowania
25 stycznia 2020 Lotnisko Chopina w Warszawie wprowadziło specjalne procedury dla pasażerów przylatujących z Chińskiej Republiki Ludowej – zaczęto stosować formularze lokalizacyjne (umożliwiające kontakt z tymi osobami) oraz badania osób z objawami.
Od 31 stycznia 2020, w obliczu zagrożenia zakażeń wirusem SARS-CoV-2, Narodowy Instytut Zdrowia Publicznego – Państwowy Zakład Higieny rozpoczął badania laboratoryjne pacjentów podejrzanych o bycie zakażonymi wirusem SARS-CoV-2.
W związku z szerzeniem się zachorowań Główny Inspektorat Sanitarny w systematycznie publikowanych komunikatach dla podróżujących ostrzegał przed wyjazdami do krajów z bardzo licznymi ośrodkami zachorowań i zachowywanie szczególnych środków ostrożności oraz unikanie dużych skupisk ludzkich na obszarach, gdzie zachorowania występują. W końcu lutego 2020 zaczęto wprowadzać w szpitalach zakazy odwiedzin.
2 marca 2020 Polskie Linie Lotnicze LOT zmniejszyły liczbę lotów do Włoch i Korei Południowej; tego samego dnia lotniczy przewoźnik Ryanair odwołał część lotów do Włoch.
6 marca 2020 marszałek Sejmu Elżbieta Witek odwołała na okres 21 dni wizyty delegacji zagranicznych w Sejmie. Tego samego dnia władze Polski zabroniły wywozu z kraju leków i środków medycznych, które mogły się przydać w walce z nowym koronawirusem, a szef Kancelarii Prezesa Rady Ministrów, Michał Dworczyk, zapowiedział wsparcie dla firm, uruchomienie infolinii dla lekarzy oraz zwolnienie spirytusu (używanego do produkcji środków biobójczych) z akcyzy.
W pierwszej połowie marca 2020, po sześciu latach wstrzymywania się, Polska włączyła się do istniejącego w Unii Europejskiej mechanizmu wspólnych przetargów kryzysowych zakupów środków ochronnych, szczepionek i leków.

### Profilaktyka i monitorowanie sytuacji
Narodowy Instytut Zdrowia Publicznego – Państwowy Zakład Higieny (NIZP-PZH) bada próbki w kierunku obecności koronawirusa SARS-CoV-2 od 31 stycznia 2020. Na dzień 29 lutego 2020 było to 307 testów (oczekujących 28). Część próbek przebadał berliński szpital Charité. Badania prowadzone były w dwóch warszawskich laboratoriach: NIZP-PZH i Wojewódzki Szpital Zakaźny w Warszawie. Przygotowane do badań zostały ośrodki w Olsztynie i we Wrocławiu, a laboratoria w pozostałych miastach w Polsce były w trakcie niezbędnych przygotowywań do rozpoczęcia własnych testów. Rzecznik Ministerstwa Zdrowia Wojciech Andrusiewicz nie ujawnił portalowi Medonet informacji, jaka jest konkretna liczba wszystkich testów przekazanych do laboratoriów, stwierdzając, że na obecnym etapie jest to liczba wystarczająca, a kolejne będą przekazywane według zapotrzebowania. W innych państwach liczba przebadanych próbek (na dzień 29 lutego 2020) to: w USA około 450, we Francji 800, w Austrii 350 (z zaznaczeniem, że nie wszystkie państwa podają takie dane).
4 marca 2020 na terenie Polski funkcjonowało 9 laboratoriów, w których badano próbki: Narodowy Instytut Zdrowia Publicznego – Państwowy Zakład Higieny w Warszawie, Wojewódzki Szpital Zakaźny w Warszawie oraz laboratoria w Olsztynie, Wrocławiu, Poznaniu, Katowicach, Rzeszowie, Gdańsku oraz Kielcach. 6 marca 2020 było to 13 laboratoriów, a liczba przeprowadzonych testów wzrosła do 900, w tym pięć wyników było dodatnich. Minister zdrowia Łukasz Szumowski podał informację, że próbki zostały pobrane od wszystkich osób z autobusu, którym „pacjent zero” jechał z Niemiec, z czego jeden test był pozytywny.
8 marca 2020 Główny Inspektor Sanitarny zarekomendował odwołanie wszystkich imprez masowych powyżej 1000 osób organizowanych w pomieszczeniach zamkniętych. 10 marca 2020 dr hab. Marcin Pałys, rektor Uniwersytetu Warszawskiego odwołał wszystkie wykłady i zajęcia dla studentów, doktorantów, słuchaczy w okresie od 11 marca do 14 kwietnia 2020, z wyjątkiem tych odbywających się zdalnie. Na Uniwersytecie Jagiellońskim, zarządzeniem rektora prof. Wojciecha Nowaka odwołano wykłady dla studentów i doktorantów oraz zajęcia wychowania fizycznego. Rektor Politechniki Wrocławskiej i przewodniczący Kolegium Rektorów Uczelni Wrocławia i Opola prof. Cezary Madryas poinformował, że od 11 marca 2020 zostaną wstrzymane „wszelkie formy dydaktyczne” na 14 uczelniach publicznych w województwie dolnośląskim i województwie opolskim. Zarządzeniem rektora prof. Andrzeja Lesickiego zawieszono zajęcia na Uniwersytecie im. Adama Mickiewicza w Poznaniu od 11 marca 2020 do odwołania. Zajęcia zawieszono również na Uniwersytecie Śląskim w Katowicach oraz Uniwersytecie Gdańskim. Tego samego dnia odbyło się posiedzenie Rady Bezpieczeństwa Narodowego nt. działań w sprawie COVID-19. Premier Mateusz Morawiecki odwołał wszystkie imprezy masowe, a w Poznaniu zapadła decyzja, że wszystkie szkoły, przedszkola, żłobki oraz inne miejskie instytucje zostaną profilaktycznie zamknięte na dwa tygodnie (tj. w okresie od 11 do 24 marca 2020).

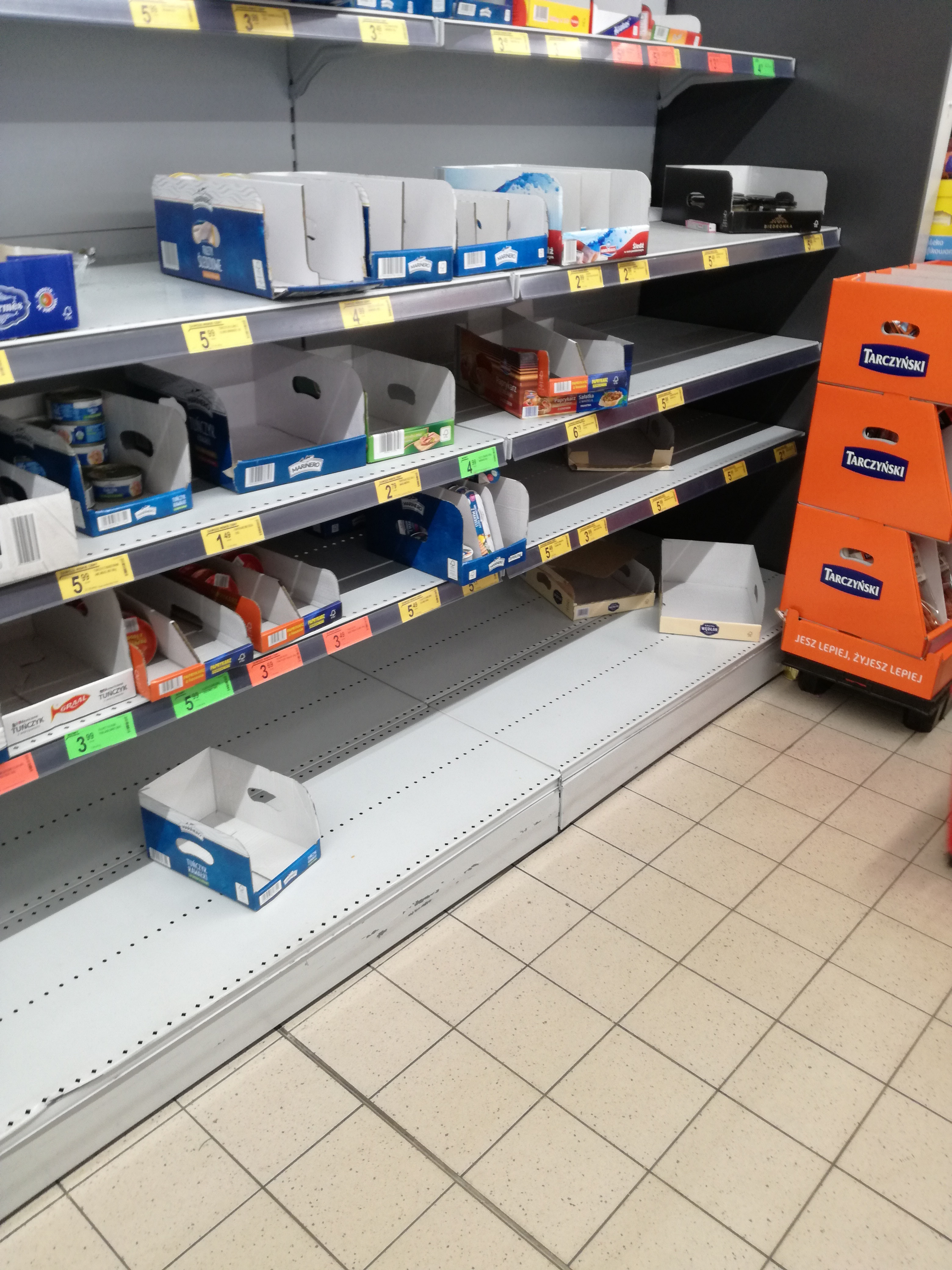
Braki produktów spożywczych o długim terminie przydatności do spożycia w jednym z dyskontów w województwie pomorskim (13 marca 2020)

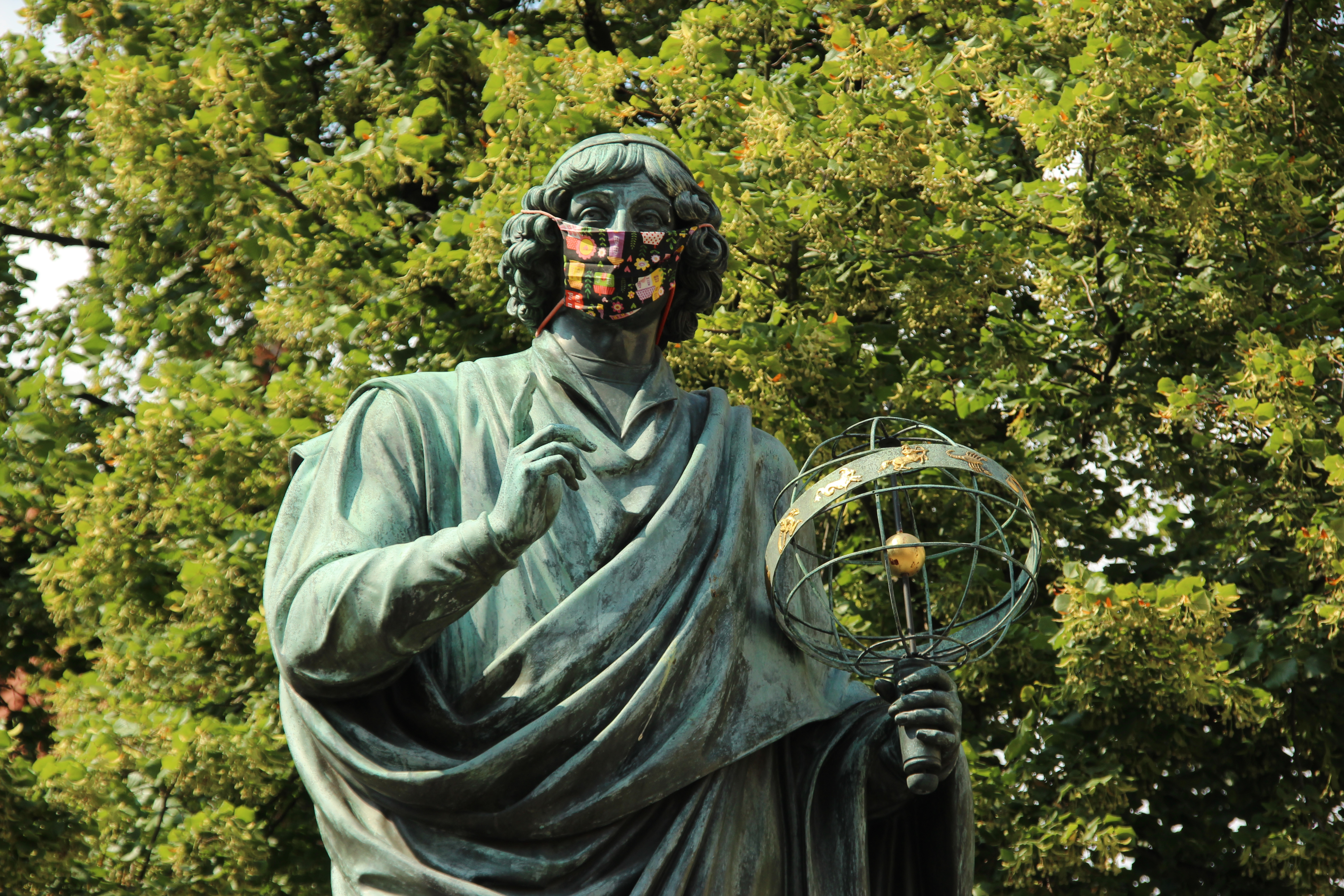
Pomnik Mikołaja Kopernika w Toruniu z nałożoną maseczką ochronną

11 marca 2020 premier Mateusz Morawiecki oraz ministrowie (kolejno: zdrowia, edukacji narodowej, szkolnictwa wyższego): Łukasz Szumowski, Dariusz Piontkowski, Jarosław Gowin poinformowali o zamknięciu, w ramach profilaktyki placówek oświatowych na okres dwóch tygodni (tj. 12–25 marca 2020). Przy czym od czwartku 12 marca 2020 nie było zajęć, ale dzieci mogły przychodzić na zajęcia (jeśli rodzice nie mogli się nimi zająć), a dopiero od poniedziałku było całkowite zamknięcie. Dotyczyło to w szczególności wszystkich szkół (publicznych oraz niepublicznych), przedszkoli, żłobków oraz szkół średnich i uczelni, z wyjątkiem szkół specjalnych, ośrodków wychowawczych lub socjoterapii, poradni psychologiczno-pedagogicznych oraz szkół przy zakładach poprawczych i karnych. Dwa dni później, w piątek, premier ogłosił, że od 15 marca 2020 zamknięte zostaną granice Polski dla ruchu lotniczego oraz kolejowego. Wprowadzono również kontrole paszportowe na wszystkich granicach lądowych, a do kraju pozwolono wjeżdżać tylko pracownikom i obywatelom Polski. Po przekroczeniu granicy drogą lądową obowiązywać miała 14-dniowa kwarantanna, za której złamanie grozić będzie grzywna w wysokości 5000 złotych. Wprowadzono zakaz zgromadzeń publicznych powyżej 50 osób, w tym zgromadzeń państwowych i religijnych. Sposób kontrolowania granic spotkał się z krytyką, ponieważ powodował utrudnienia w ruchu, zmuszając kierowców do czekania w długich kolejkach.
17 marca 2020 rzecznik komendanta głównego policji Mariusz Ciarka poinformował w Polskim Radiu 24, że występują nieliczne przypadki łamania kwarantanny związanej z zagrożeniem koronawirusem. Na 17 tysięcy osób objętych kwarantanną, policji nie udało się skontrolować około stu osób, z czego w większości z obiektywnych powodów (np. osoby takie już otrzymały ujemne wyniki badań), a osób, które celowo złamały kwarantannę było kilka. Osobom, które nie stosują się do zasad kwarantanny grożą kary: mają tu zastosowanie art. 116 Kodeksu wykroczeń przewidujący karę grzywny w maksymalnej wysokości 5 tys. złotych oraz art. 161 § 2 Kodeksu karnego przewidujący karę pozbawienia wolności do roku. 20 marca 2020 wprowadzono stan epidemii. 20 marca 2020 premier na konferencji prasowej zapowiedział, że kara pieniężna za złamanie kwarantanny została podniesiona do 30 tys. zł, zmiana ta została wprowadzona 1 kwietnia 2020.
Polskie sądy masowo uchylały kary służące realizacji obostrzeń przeciwpandemicznych, nałożone przez policję bądź sanepid, jako wprowadzone niekonstytucyjnie – rozporządzeniem zamiast ustawą, gdyż tylko ustawą można ograniczyć prawa i wolności obywatelskie.
Zdaniem Moniki Płatek, rząd, wprowadzając stan epidemii (określony w ustawie z dnia 5 grudnia 2008 o zapobieganiu oraz zwalczaniu zakażeń i chorób zakaźnych u ludzi – Dz.U. z 2023 r. poz. 1284) oraz związane z tym ograniczenia praw i wolności obywatelskich, w istocie wprowadził stan nadzwyczajny klęski żywiołowej zgodnie z art. 232 konstytucji, gdyż zarządzone restrykcje mogą być nałożone tylko w czasie obowiązywania stanu nadzwyczajnego. Stan ten może trwać w zasadzie nie dłużej niż 30 dni, a jego przedłużenie wymaga zgody Sejmu. Poza tym przez określony w art. 228 ust. 7 konstytucji czas nie mogą odbyć się wybory prezydenckie.
24 marca 2020 premier na konferencji prasowej zapowiedział, że zostaną wprowadzone nowe zasady bezpieczeństwa w związku z koronawirusem. Wprowadzono m.in. zakaz przemieszczania się oprócz:
- wykonywania czynności zawodowych lub zadań służbowych, lub pozarolniczej działalności gospodarczej, lub prowadzenia działalności rolniczej, lub prac w gospodarstwie rolnym, oraz zakupu towarów i usług z tym związanych[46];
- zaspokajania niezbędnych potrzeb związanych z bieżącymi sprawami życia codziennego, w tym uzyskania opieki zdrowotnej lub psychologicznej (też osoby najbliższej, a jeżeli osoba przemieszczająca się pozostaje we wspólnym pożyciu z inną osobą – także osoby najbliższej osobie pozostającej we wspólnym pożyciu, oraz zakupu towarów i usług z tym związanych)[46];
- wykonywania ochotniczo i bez wynagrodzenia świadczeń na rzecz przeciwdziałania skutkom COVID-19, w tym w ramach wolontariatu[46];
- sprawowania lub uczestniczenia w sprawowaniu kultu religijnego, w tym czynności lub obrzędów religijnych[46].

Zakazane zostały zgromadzenia powyżej 2 osób, wprowadzono ograniczenia dotyczące przemieszczania się środkami publicznego transportu zbiorowego i pieszo oraz uczestnictwa w uroczystościach religijnych do 5 osób. Zasady te weszły w życie od 25 marca 2020.
25 marca 2020 minister spraw wewnętrznych i administracji Mariusz Kamiński poinformował na konferencji prasowej o decyzji o przedłużeniu zamknięcia granic, na podstawie prawa międzynarodowego, w związku z rozwojem epidemii w Europie i na świecie – o 20 dni do 13 kwietnia 2020 (wcześniejszy okres trwał 10 dni, 15–25 marca 2020). Kamiński zaznaczył, że ograniczenia nie dotyczą przepływu towarów, który dalej będzie się odbywał swobodnie. Z kolei komendant główny policji Jarosław Szymczyk poinformował, że przez ostatnią dobę skontrolowano ponad 100 tys. osób objętych kwarantanną, z czego w 380 przypadkach odnotowano łamanie jej warunków.

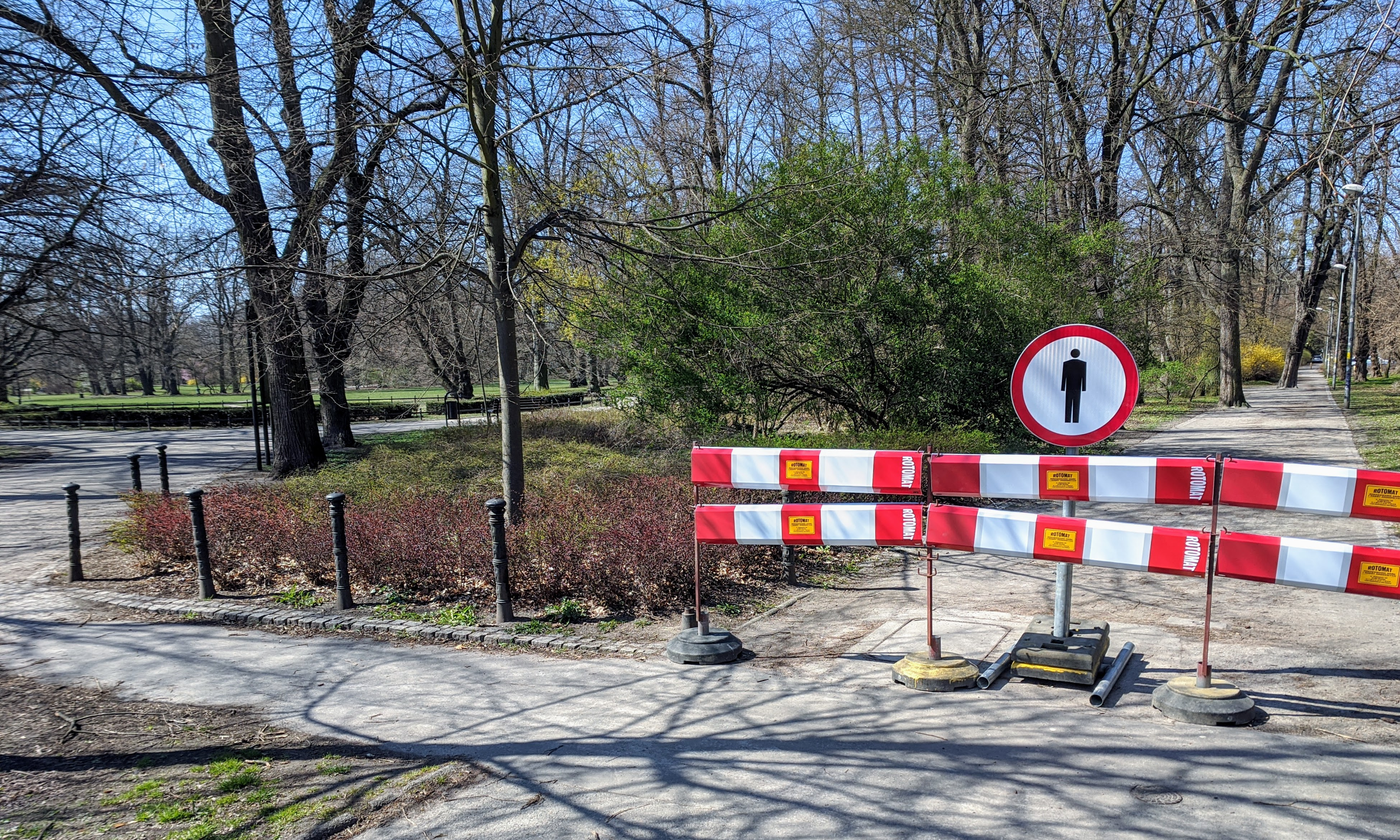
Zakaz wstępu do parku Południowego we Wrocławiu po wejściu w życie ograniczeń z 1 kwietnia 2020

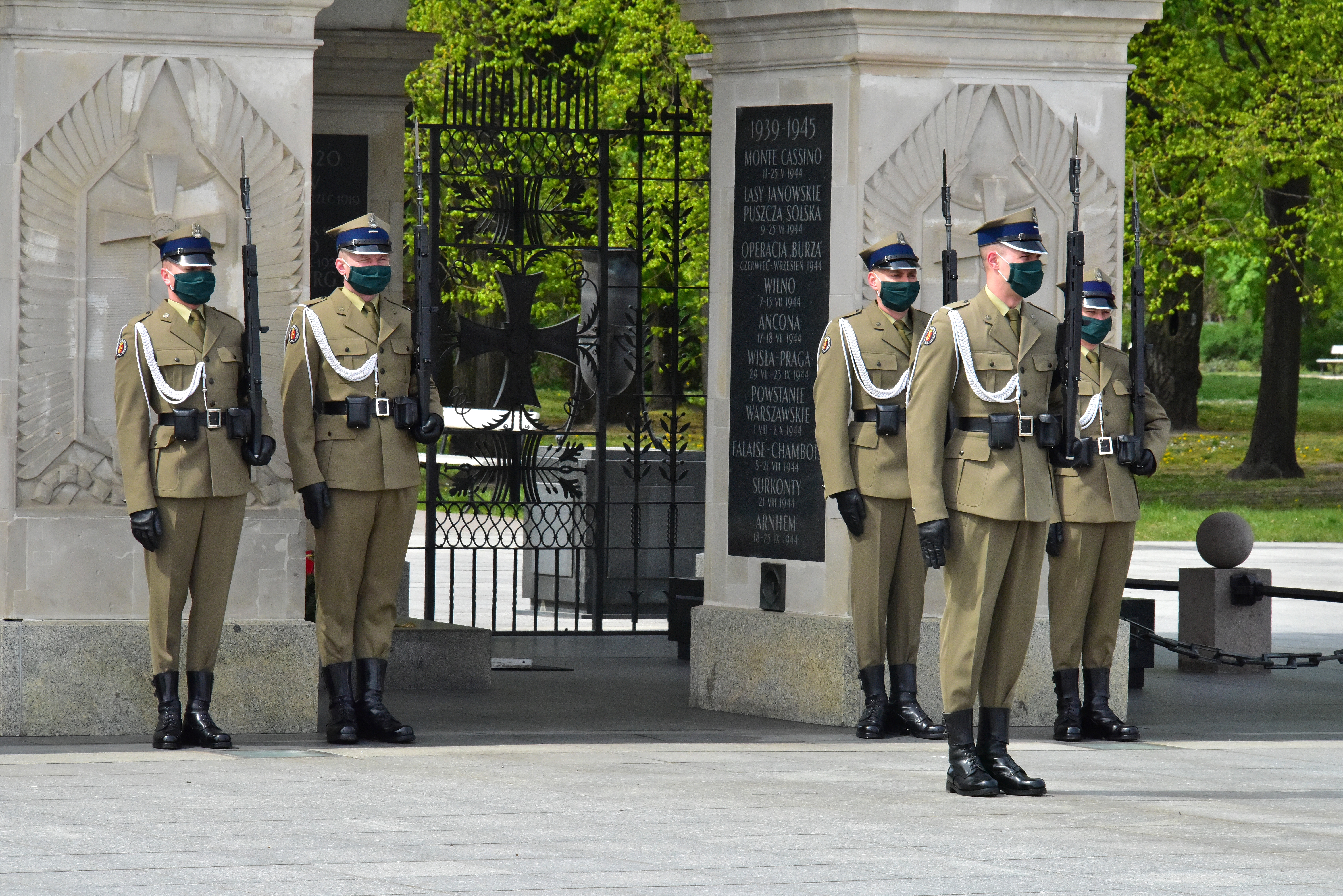
Żołnierze podczas zmiany warty przed Grobem Nieznanego Żołnierza w Warszawie po wprowadzeniu od 16 kwietnia 2020 nakazu zasłaniania ust i nosa przez osoby przebywające w ogólnodostępnej przestrzeni publicznej

Od 1 kwietnia 2020 wprowadzono kolejne ograniczenia w walce z wirusem. Osoby poniżej 18. roku życia mogły przebywać w przestrzeni publicznej tylko z dorosłym opiekunem. Ponadto parki, bulwary, czy plaże zostały bezwzględnie zamknięte i zawieszono działalność salonów fryzjerskich, kosmetycznych i tatuaży. W sklepach i punktach usługowych liczba klientów nie mogła być większa niż trzykrotność kas (dwukrotność okienek w przypadku poczt). We wszystkich marketach i punktach usługowych w godz. 10–12 mogły być obsługiwane tylko osoby powyżej 65. roku życia. Każdy sklep miał obowiązek wyposażyć obsługę w środki ochrony osobistej. Klienci w sklepach mogli przebywać tylko w rękawiczkach ochronnych.
20 kwietnia 2020 rozpoczął się I etap znoszenia ograniczeń. Zwiększono limity osób w sklepach, liczbę osób uczestniczących w kulcie religijnym (1 osoba na 15 m²). Zniesiono zakaz przemieszczania się w „celach rekreacyjnych”, zmniejszono ograniczenie poruszania się w przestrzeni publicznej w towarzystwie osoby dorosłej (do 13 lat).
Od 4 maja 2020 w ramach II etapu znoszenia obostrzeń, przywrócono prace centrów handlowych (z reżimem sanitarnym), bibliotek, muzeów, galerii sztuki, hoteli oraz placówek rehabilitacji leczniczej. Żłobki i przedszkola mogły zostać uruchomione po uwzględnieniu m.in. wytycznych Głównego Inspektora Sanitarnego.
18 maja 2020 nastąpił III etap znoszenia obostrzeń, przywrócono działalność salonów fryzjerskich i kosmetycznych. Restauracje, bary i kawiarnie przywróciły działalność po spełnieniu wytycznych sanitarnych.
30 maja 2020 nastąpił IV etap znoszenia obostrzeń, zniesiono limity osób w branży handlowej i gastronomicznej. Limit osób zgromadzeń i wesel do 150 osób. Od 6 czerwca wznowiono działalność kin, teatrów, oper, basenów, klubów fitness, parków zabaw i rozrywki, saun i solariów. Nadal pozostała konieczność zasłaniania ust i nosa w przestrzeni publicznej.
8 sierpnia 2020 zgodnie z rozporządzeniem Rady Ministrów z dnia 7 sierpnia 2020 w sprawie ustanowienia określonych ograniczeń, nakazów i zakazów w związku z wystąpieniem stanu epidemii, wprowadzono regionalne obostrzenia w wybranych powiatach. Powiaty oznaczone kolorem czerwonym (o największych obostrzeniach), powiaty oznaczone kolorem żółtym (o łagodniejszych obostrzeniach) oraz pozostałe powiaty oznaczone kolorem zielonym (bez obostrzeń). Na terenie powiatów oznaczonych kolorem czerwonym zakazano organizowania targów, kongresów, wydarzeń kulturalnych, wydarzeń sportowych z udziałem publiczności. Na terenie powiatów oznaczonych kolorem żółtym zakazano organizowania targów, kongresów (w maseczkach bez zmian, w pozostałych 1 osoba na 4 m²), wydarzeń kulturalnych (liczba publiczności max 25% miejsc, limit 100 osób), wydarzenia sportowe (liczba publiczności max 25% miejsc).
26 sierpnia 2020 nowym ministrem zdrowia został Adam Niedzielski.
24 października zgodnie z rozporządzeniem Rady Ministrów z dnia 23 października 2020, wprowadzono obowiązek noszenia maseczek w strefie publicznej, liczba osób w placówkach handlowych uzależniona jest od wielkości sklepu. Zamknięte zostały restauracje, bary (działalność tylko „na wynos”), siłownie, fitnessy, baseny oraz sanatoria. Lekcje w szkołach podstawowych dla klas IV–VIII były zdalne.
30 października 2020 zgodnie z rozporządzeniem Rady Ministrów z dnia 30 października 2020, wprowadzono zamknięcie cmentarzy od 31 października do 2 listopada 2020. W tym okresie wstęp na teren nekropolii został zakazany z wyjątkiem pogrzebów i czynności z nimi związanych.
4 listopada 2020: Ze względu na gwałtowny wzrost ilości nowych zarażeń, rozporządzeniem z 6 listopada 2020 przedłużono obowiązywanie dotychczasowych ograniczeń oraz wprowadzono nowe:
- Możliwość zamknięcia przedszkoli w razie wystąpienia zagrożenia.
- Nauka zdalna w klasach 1–3 szkół podstawowych.
- Przedłużenie nauki zdalnej w klasach 4–8 szkół podstawowych i szkołach ponadpodstawowych.
- Zamknięcie placówek kultury: teatrów, kin, muzeów, galerii, domów kultury, ognisk muzycznych.
- Hotele dostępne tylko dla gości przebywających w podróży służbowej.
- Ograniczenie funkcjonowania galerii handlowych oraz sklepów.
- Pozostały handel: w sklepach do 100 m² – 1 os/10 m², w sklepach powyżej 100 m² – 1 os/15 m² (bez zmian) – od 7 do 29 listopada 2020.
- Kościoły: 1 os/15 m2.

28 listopada 2020 – ze względu na zbliżające się Święta Bożego Narodzenia, częściowe poluzowanie ograniczeń:
- Przemieszczanie się: dystans 1,5 m od innych osób, ograniczenia w przemieszczaniu się dzieci i młodzieży poniżej 16. roku życia.
- Gastronomia: wyłącznie działanie „na wynos” i „na dowóz”.
- Salony fryzjerskie i kosmetyczne: funkcjonowanie w reżimie sanitarnym.
- Biblioteki publiczne i naukowe: możliwość prowadzenia działalności przy zachowaniu limitu 1 os/15 m².
- Komunikacja zbiorowa – ograniczenia liczby osób: 50% liczby miejsc siedzących albo 30% liczby wszystkich miejsc siedzących i stojących, przy jednoczesnym pozostawieniu w pojeździe co najmniej 50% miejsc siedzących niezajętych.
- Zgromadzenia i spotkania: maksymalnie 5 osób.
- Współzawodnictwo i wydarzenia sportowe: możliwe wyłącznie bez udziału publiczności.
- Galerie handlowe: przywrócenie usług przy zachowaniu limitów: 1 os/10 m² dla obiektów do 100 m², 1 os/15 m² dla obiektów powyżej 100 m².

Zawieszone pozostały: wydarzenia kulturalne i kina, hotele (z określonymi wyjątkami), targi i wydarzenia (dozwolone wyłącznie w formie online), wesela, komunie i konsolacje, parki rozrywki, siłownie, kluby fitness, aquaparki, dyskoteki i kluby nocne.
17 grudnia 2020 podano zasady i ograniczenia obowiązujące od dnia 28 grudnia 2020 do 17 stycznia 2021:
- W nocy z 31 grudnia 2020 na 1 stycznia 2021 obowiązuje zakaz przemieszczania się (poza wymienionymi w ustawie przypadkami).
- Ponowne ograniczenie funkcjonowania galerii handlowych.
- Ograniczenie funkcjonowania hoteli.
- Zamknięte stoki narciarskie.
- Infrastruktura sportowa dostępna tylko w ramach sportu zawodowego.
- 10-dniowa kwarantanna dla przyjeżdżających do Polski transportem zorganizowanym.

27 grudnia 2020: W Polsce rozpoczęły się szczepienia przeciwko COVID-19, na początek dla kadry medycznej (tzw. grupa "zero").
11 stycznia 2021: poinformowano o przedłużeniu dotychczasowych restrykcji do 31 stycznia 2021 oraz o przywróceniu nauki w trybie stacjonarnym dla klas I–III szkół podstawowych i o rozpoczęciu od 15 stycznia 2021 rejestracji do szczepień przeciwko COVID-19 kolejnych grup, wg harmonogramu. W tym celu uruchomiono bezpłatną infolinię 989 oraz stronę internetową https://www.gov.pl/web/szczepimysie, na której można było zadeklarować swoją chęć do zaszczepienia się.
18 stycznia 2021 została przywrócona nauka stacjonarna dla klas I–III szkół podstawowych, a także dla uczniów szkół specjalnych.
Od 1 lutego 2021 galerie handlowe, muzea oraz galerie sztuki zostały ponownie otwarte, ale w ścisłym reżimie sanitarnym.
Od 12 lutego 2021 otwarte: stoki narciarskie, hotele w reżimie sanitarnym, kina, teatry, opery i filharmonie (przy zajętości do 50% miejsc), baseny, boiska i korty zewnętrzne. Siłownie w dalszym ciągu zamknięte.
25 marca 2021 rząd wprowadził nowe, zaostrzone warunki w związku z III falą pandemii. Zamknięto galerie handlowe, przedszkola, salony fryzjerskie, zakłady kosmetyczne, sklepy meblowe, żłobki i przedszkola. W placówkach handlowych i pocztowych o powierzchni powyżej 100 metrów kwadratowych obowiązywał limit – jedna osoba na 20 m². Nowe ograniczenia obowiązywały od 27 marca do 18 kwietnia 2021.
19 kwietnia 2021 zezwolono na otwarcie przedszkoli, żłobków oraz dozwolono rywalizację sportową w grupach do 25 osób na otwartej przestrzeni.
W maju 2021 w związku ze spadkiem liczby zakażeń zniesiono większość obostrzeń (otwarto miejsca kultury, stadiony, szkoły, itp. oraz zniesiono limity w transporcie). Już na początku czerwca 2021 cała gospodarka została poluzowana. W związku z rozwojem 4 fali rząd planował wprowadzić podział powiatów na trzy strefy (zielona, żółta i czerwona). Podział ten miał jednak w dużej mierze nie zależeć od zachorowań, ale od wyszczepienia populacji danego powiatu.
28 marca 2022 zniesiono nakaz noszenia maseczek w pomieszczeniach zamkniętych z wyjątkiem placówek medycznych i aptek oraz obowiązek kierowania na izolację i kwarantannę, natomiast zakażony będzie zobowiązany do izolacji, dokładnie w taki sam sposób jak w przypadku zakażenia chorobą zakaźną.
16 maja 2022 zmieniono nazwę stan epidemii na stan zagrożenia epidemicznego.

#### Szpitale tymczasowe
W związku z rozwojem II fali epidemii, rząd zadecydował o utworzeniu szpitali tymczasowych dla pacjentów z COVID-19 (zwanych żargonowo szpitalami dedykowanymi dla pacjentów z COVID-19). Pierwszy szpital został otwarty 29 października 2020 na terenie Stadionu Narodowego w Warszawie, z czasem w każdym województwie powstał co najmniej jeden obiekt tego typu.

#### Raportowanie liczby przypadków zakażenia
25 marca 2020 WHO wprowadziła rekomendacje dotyczące klasyfikowania chorych i zgonów zgodne z Międzynarodową Klasyfikacją Chorób ICD-10 wraz z wprowadzeniem dwóch nowych kodów dla przypadków COVID-19 potwierdzonych testami laboratoryjnymi oraz podejrzenia lub prawdopodobieństwa zakażenia SARS-CoV-2. Pomimo to Narodowy Instytut Zdrowia Publicznego – Państwowy Zakład Higieny (NIZP-PZH) opublikował dzień później niezgodne z nimi wytyczne nakazujące stosować jeden kod (U07.1) dotyczący jedynie przypadków potwierdzonego zakażenia SARS-CoV-2 (dodatni wynik testu), wraz z zaleceniem, aby przypadków podejrzewanych nie raportować nawet jako „inne koronawirusy jako przyczyna chorób sklasyfikowanych gdzie indziej”.
W związku z licznymi wątpliwościami dotyczącymi wiarygodności informacji o liczbie zgonów spowodowanych nową chorobą NIZP-PZH opublikował 1 kwietnia 2020 zaktualizowane wytyczne wraz z uzasadnieniem stosowania w Polsce odmiennego od WHO sposobu raportowania przypadków podejrzewanych (ang. suspected) lub prawdopodobnych (ang. probable) zachorowań na COVID-19. Stosowanie w Polsce kodu dotyczącego niepotwierdzonych testami zachorowań (U07.2) ma być ograniczone do przypadków wątpliwego wyniku przeprowadzonego badania molekularnego, z pominięciem przypadków zdiagnozowanych w oparciu o charakterystyczny obraz kliniczny lub epidemiologiczny. PZH uzasadnia takie podejście tym, że wszyscy chorzy przechodzą wcześniej czy później testy molekularne, czemu przeczą informacje prasowe o braku wykonywania takich badań w przypadku osób objętych kwarantanną zmarłych przed pobraniem materiału do badań. PZH powołuje także stanowisko Centers for Disease Control and Prevention’s National Center for Health Statistics (CDC/NCHS), które przyspieszyło z 1 października 2020 na 1 kwietnia 2021 wdrożenie w USA jedynie jednego z kodów ICD-10 dla przypadków potwierdzonych laboratoryjnie, jednak decyzje te nastąpiły przed wydaniem ostatecznych rekomendacji WHO w tej sprawie.
Ostateczną klasyfikację przyczyny zgonu w Polsce określa 16 lekarzy – koderów, którzy w razie wątpliwości kontaktują się z lekarzem stwierdzającym zgon.

#### Ustawa specjalna
2 marca 2020 została uchwalona przez Sejm RP ustawa o szczególnych rozwiązaniach związanych z zapobieganiem, przeciwdziałaniem i zwalczaniem COVID-19, innych chorób zakaźnych oraz wywołanych nimi sytuacji kryzysowych nazywana zwyczajowo specustawą koronawirusową. Weszła w życie 8 marca 2020. Nowelizuje ona szereg ustaw, m.in. ustawę o zapobieganiu oraz zwalczaniu zakażeń i chorób zakaźnych u ludzi, i umożliwia użycie w walce z COVID-19 i jego skutkami środków administracyjnych, budżetowych i epidemiologicznych.
Profesor Jerzy Zajadło skrytykował specustawę, która według niego ustanawiała bardzo niejasno obowiązki oraz uprawnienia organów rządowych. Uznał ustawę za pretekst do wprowadzenia stałego stanu wyjątkowego w Polsce w wyniku groźby epidemii. Była Rzecznik Praw Obywatelskich prof. Ewa Łętowska również skrytykowała ustawę za to, że pozwala ona wprowadzić 180-dniowy nowy stan nadzwyczajny, podczas gdy Konstytucja Rzeczypospolitej Polskiej przewiduje możliwość wprowadzenia stanów nadzwyczajnych na 90 dni.
Rzecznik Praw Obywatelskich Adam Bodnar za niekonstytucyjne uznał też niektóre zakazy wprowadzone rządowym rozporządzeniem wydanym na podstawie przepisów wprowadzonych tą ustawą – m.in. generalny zakaz przemieszczania się i ograniczenia liczby osób mogących uczestniczyć w kulcie religijnym. Jego zdaniem ograniczenia takie po pierwsze wprowadzono z przekroczeniem delegacji ustawowej, po drugie zaś mogą być one wprowadzane jedynie w stanach nadzwyczajnych, ponieważ naruszają istotę wolności i praw.
16 czerwca 2023 prezes NIK wystąpił do TK o stwierdzenie niezgodności jej przepisów i przepisów ustawy zmieniającej z konstytucją w następujących aspektach:
- trybu uchwalenia niezgodnego z art. 2 i 7 konstytucji
- art. 10, 10h, 11a – naruszenie prawa do sądu, dwuinstancyjności postępowania, zasad nakładania obowiązków na samorządy i przedsiębiorców
- art. 65 ustawy zmieniającej – naruszenie zasady jedności budżetu państwa z art. 219 konstytucji[82].

#### Strefy
• 6 sierpnia
Po raz pierwszy wprowadzono trzy strefy w powiatach w Polsce – strefy czerwone, strefy żółte i strefy zielone – w zależności od liczby zakażeń w danym powiecie. W strefie czerwonej z największą średnią liczbą zakażeń na 10 tys. mieszkańców znalazły się powiaty: ostrzeszowski, nowosądecki, Nowy Sącz, wieluński, pszczyński, Ruda Śląska, rybnicki, Rybnik i wodzisławski. W strefie żółtej ze średnią liczbą zakażeń znalazły się powiaty: wieruszowski, Jastrzębie-Zdrój, jarosławski, Żory, kępiński, przemyski, Przemyśl, cieszyński, pińczowski, oświęcimski. Pozostałe powiaty w Polsce, znajdują się w strefie zielonej – z najmniejszą średnią liczbą zakażeń na 10 000 mieszkańców. W zależności od tego w jakiej strefie dany powiat się znajduje, obowiązują w nim stosowne ograniczenia i nakazy.
Wszedł w życie podział kraju na poszczególne strefy epidemiologiczne. Zgodnie z rozporządzeniem Rady Ministrów z dnia 7 sierpnia 2020 r. w sprawie ustanowienia określonych ograniczeń, nakazów i zakazów w związku z wystąpieniem stanu epidemii, w 9 powiatach w Polsce z dniem 8 sierpnia 2020 wprowadzono tzw. „obszary czerwone”, a w 10 powiatach „obszary żółte”.
• 13 sierpnia
Dokonano aktualizacji wykazu powiatów z ograniczeniami. Do obszaru czerwonego zaliczono 9 powiatów: nowosądecki, Nowy Sącz, rybnicki, Rybnik, wodzisławski, Ruda Śląska, ostrzeszowski, Jastrzębie-Zdrój, wieluński. Do obszaru żółtego zaliczono 9 powiatów: cieszyński, pszczyński, nowotarski, wieruszowski, Żory, raciborski, limanowski, grajewski, Biała Podlaska. Do obszaru zielonego powróciły powiaty: przemyski, Przemyśl, jarosławski, kępiński i pińczowski.
• 20 sierpnia
Dokonano aktualizacji wykazu powiatów z ograniczeniami. Do obszaru czerwonego zaliczono 7 powiatów: nowosądecki, Nowy Sącz, rybnicki, Rybnik, lipski, wieluński. nowotarski. Do obszaru żółtego zaliczono 12 powiatów: Ruda Śląska, pszczyński, tatrzański, jarosławski, przemyski, ostrzeszowski, ostrowski, Żory, pajęczański, łowicki, radziejowski, Biała Podlaska. Do obszaru zielonego powróciły powiaty: wodzisławski, Jastrzębie-Zdrój, wieruszowski, raciborski, cieszyński, limanowski, grajewski.
• 27 sierpnia
Dokonano aktualizacji powiatów z ograniczeniami. Do obszaru czerwonego zaliczono 7 powiatów: nowotarski, Nowy Sącz, wieluński, lipski, łowicki, pajęczański, kolski. Do obszaru żółtego zaliczono 11 powiatów: rybnicki, kłobucki, tatrzański, nowosądecki, limanowski, Kraków, przemyski, żuromiński, kartuski, konecki, bartoszycki. Do obszaru zielonego powróciły powiaty: ostrowski, Rybnik, Żory, Ruda Śląska, Biała Podlaska, radziejowski, jarosławski. Po raz pierwszy wprowadzono obszary niebieskie, które są zagrożone wejściem do obszarów czerwonego i żółtego.
• 4 września
Dokonano aktualizacji wykazu powiatów z ograniczeniami. Do obszaru czerwonego zaliczono 3 powiaty: Nowy Sącz, limanowski, pajęczański. Do obszaru żółtego zaliczono 7 powiatów: nowosądecki, łowicki, lipski, kolski, konecki, przeworski, kłobucki. Do obszaru zielonego powróciły powiaty: Kraków, rybnicki, tatrzański, przemyski, żuromiński, kartuski, bartoszycki, nowotarski, wieluński.
• 11 września
Dokonano aktualizacji wykazu powiatów z ograniczeniami. Po raz pierwszy nie ma w obszarze czerwonym żadnego powiatu. Do obszaru żółtego zaliczono 3 powiaty: limanowski, tatrzański, gostyński. Do obszaru zielonego powróciły powiaty: Nowy Sącz, pajęczański, nowosądecki, łowicki, lipski, kolski, konecki, przeworski, kłobucki.
• 17 września
Dokonano aktualizacji wykazu powiatów z ograniczeniami. Do obszaru czerwonego zaliczono 3 powiaty: bytowski, milicki, kluczborski. Do obszaru żółtego zaliczono 8 powiatów: nowotarski, myślenicki, aleksandrowski, głubczycki, kielecki, kartuski, tatrzański, gostyński. Do obszaru zielonego powrócił powiat limanowski.
• 25 września
Dokonano aktualizacji wykazu powiatów z ograniczeniami. Do obszaru czerwonego zaliczono 2 powiaty: głubczycki, kartuski. Do obszaru żółtego zaliczono 19 powiatów: myślenicki, gostyński, aleksandrowski, brzeski, bytowski, milicki, nowotarski, suski, trzebnicki, otwocki, kłobucki, Sopot, działdowski, nidzicki, piotrkowski, tatrzański, limanowski, międzychodzki, przasnyski. Do obszaru zielonego powróciły powiaty: kluczborski, kielecki.
• 1 października
Dokonano aktualizacji wykazu powiatów z ograniczeniami. Do obszaru czerwonego zaliczono 17 powiatów: aleksandrowski, żniński, łęczyński, limanowski, myślenicki, nowotarski, tatrzański, głubczycki, otwocki, białostocki, kartuski, Sopot, kłobucki, działdowski, gostyński, krotoszyński, międzychodzki. Do obszaru żółtego zaliczono 34 powiaty: trzebnicki, janowski, bełchatowski, piotrkowski, wieluński, nowosądecki, Nowy Sącz, suski, wadowicki, przasnyski, żyrardowski, brzeski, oleski, dębicki, mielecki, Rzeszów, wysokomazowiecki, bytowski, gdański, kościerski, nowodworski, pucki, słupski, wejherowski, Gdańsk, Gdynia, kielecki, Kielce, bartoszycki, iławski, nidzicki, ostrowski, wolsztyński, Szczecin. Do obszaru zielonego powrócił powiat milicki.
• 8 października
Dokonano aktualizacji wykazu powiatów z ograniczeniami. Do obszaru czerwonego zaliczono 38 powiatów: aleksandrowski, Grudziądz, janowski, łęczyński, włodawski, bełchatowski, wieluński, Piotrków Trybunalski, limanowski, myślenicki, nowotarski, suski, tatrzański, otwocki, szydłowiecki, oleski, dębicki, mielecki, białostocki, zambrowski, Suwałki, kartuski, kościerski, pucki, słupski, Sopot, kłobucki, kielecki, Kielce, bartoszycki, działdowski, iławski, ostródzki, krotoszyński, międzychodzki, rawicki, wolsztyński, Koszalin. Do obszaru żółtego zaliczono pozostałe powiaty w Polsce.
• 15 października
Dokonano aktualizacji wykazu powiatów z ograniczeniami. Do obszaru czerwonego zaliczono 152 powiaty: aleksandrowski, bełchatowski, białostocki, Białystok, bocheński, bielski, brzeziński, brzozowski, buski, bydgoski, Bydgoszcz, Chełm, chojnicki, chrzanowski, cieszyński, Częstochowa, częstochowski, działdowski, dębicki, garwoliński, Gdańsk, gdański, Gdynia, gorlicki, gorzowski, gostyński, Grudziądz, grudziądzki, głogowski, głubczycki, hajnowski, inowrocławski, iławski, janowski, jarociński, jarosławski, jędrzejowski, kamiennogórski, kartuski, Kielce, kielecki, kolbuszowski, Koszalin, kościerski, krakowski, Kraków, krapkowicki, krotoszyński, krośnieński, kwidzyński, kędzierzyńsko-kozielski, kłobucki, legionowski, legnicki, leski, leżajski, limanowski, lubelski, lubiński, lęborski, łańcucki, łowicki, łukowski, łódzki wschodni, Łódź, makowski, miechowski, mielecki, milicki, międzychodzki, międzyrzecki, mogileński, myślenicki, nakielski, namysłowski, nowomiejski, nowosądecki, nowotarski, Nowy Sącz, nyski, oleski, olkuski, Olsztyn, ostrowski, otwocki, oświęcimski, pabianicki, pajęczański, piotrkowski, Piotrków Trybunalski, pińczowski, polkowicki, Poznań, poznański, prudnicki, przasnyski, przemyski, Przemyśl, przeworski, pucki, puławski, radomski, radomszczański, radziejowski, rawicki, ropczycko-sędziszowski, Ruda Śląska, rycki, rzeszowski, sanocki, Siedlce, skarżyski, Skierniewice, sokólski, Sopot, starogardzki, strzelecki, strzyżowski, suski, Suwałki, szczecinecki, szydłowiecki, sławieński, słupecki, Słupsk, słupski, świdnicki, Tarnów, tatrzański, tczewski, Toruń, toruński, tucholski, wadowicki, Warszawa, wejherowski, wielicki, wieluński, wolsztyński, wysokomazowiecki, Włocławek, włocławski, włodawski, włoszczowski, zambrowski, Zamość, żniński, żywiecki. Do obszaru żółtego zaliczono pozostałe powiaty w Polsce.
• 23 października
Dokonano aktualizacji wykazu powiatów z ograniczeniami. Do obszaru czerwonego zaliczono całą Polskę.

### Testowanie

#### WHO
Podczas wstępu do konferencji prasowej Światowej Organizacji Zdrowia (WHO) 15 marca 2020 dyrektor generalny WHO, Tedros Adhanom przedstawił stanowisko odnośnie do testowania na obecność COVID-19:
(...) wszystkie kraje muszą przyjąć kompleksowe podejście. Lecz najbardziej efektywnym sposobem zapobiegania infekcjom i ratowania ludzkiego życia jest zerwanie łańcuchów zakażenia. I aby to osiągnąć musicie testować i izolować. Nie można walczyć z ogniem z zawiązanymi oczami. I nie można powstrzymać pandemii, jeżeli nie wiemy, kto jest zakażony. Mamy prosty przekaz dla wszystkich krajów: testować, testować, testować. Testować każdy podejrzany przypadek. (…) Jeszcze raz, nasz kluczowy przekaz to: testować, testować, testować.
Podczas wstępu do konferencji prasowej 22 kwietnia 2020 ponownie podkreślił te same zalecenia WHO od początków pandemii.
Zatrzymanie rozprzestrzeniania się COVID-19 wymaga zidentyfikowania i wykonania testów dla wszystkich podejrzanych przypadków tak aby potwierdzone przypadki mogły być niezwłocznie i efektywnie odizolowane oraz otrzymały odpowiednią opiekę. Wszystkie bliskie kontakty z potwierdzonym przypadkiem muszą być natychmiast zidentyfikowane aby mogły być poddane kwarantannie i monitorowane przez okres 14 dniowej inkubacji wirusa. Jak tylko podejrzane przypadki są zidentyfikowane powinny być natychmiast przetestowane w celu potwierdzenia lub wykluczenia infekcji COVID-19. Pracownicy ochrony zdrowia którzy mieli kontakt z potwierdzonym przypadkiem powinni być przetestowani po 14 dniach kwarantanny niezależnie od wystąpienia lub niewystąpienia u nich symptomów choroby.
Podejrzany przypadek jest zdefiniowany jako:
- pacjent z ostrą chorobą układu oddechowego oraz historią podczas 14 dni przed wystąpieniem symptomów podróży lub przebywania w obszarze gdzie raportowano lokalne zakażenia COVID-19;
- lub pacjent z ostrą chorobą układu oddechowego oraz mający kontakt z potwierdzonym lub podejrzanym przypadkiem w ostatnich 14 dniach przed wystąpieniem symptomów;
- lub pacjent z ostrą chorobą układu oddechowego, wymagający hospitalizacji oraz przy braku alternatywnej diagnozy w pełni wyjaśniającej symptomy[100],

30 marca 2020 na konferencji prasowej Światowej Organizacji Zdrowia (WHO) dr Maria Van Kerkhove w odpowiedzi na pytanie odnośnie do liczby testów stwierdziła, że tam, gdzie testy były wykonywane na szeroką skalę, liczba pozytywnych wyników stanowiła 3% do 12% ze wszystkich wykonanych testów. Przy bardzo małej liczbie otrzymywanych pozytywnych wyników ze wszystkich przeprowadzonych testów, istnieje jednak możliwość, że testy wykonywane są nie tam gdzie trzeba, więc potrzebna jest ostrożność i utrzymanie poziomu testowania. W kontekście tego, że niektóre kraje mają ograniczone możliwości testowania, zadowalającym dla nich wyznacznikiem liczby testów jest osiągnięcie poziomu nie więcej niż 9% wyników pozytywnych (1 wynik pozytywny na 10 testów), ponieważ przy znacznie większym procencie wyników pozytywnych prawdopodobnie wiele rzeczywistych przypadków pozostaje niewykryte. W Polsce (według danych z 9 maja 2020) poziom pozytywnych wyników to 3,3% (1 wynik pozytywny na 30 testów). W państwach Europy poziom pozytywnych wyników testów jest pomiędzy 0,8% (Litwa) a 17% (Wielka Brytania).

#### Testowanie w Polsce
W marcu 2020 poziom wykrywalności wynosił ok. 5%. W kwietniu 2020 uzyskiwano średnio około 350 pozytywnych wyników dziennie, przy liczbie testów od 4,4 tys./d do 14,5 tys./d.
Z danych raportowanych przez WSSE Katowice wynika, że liczba testów raportowanych przez MZ nie uwzględnia liczby próbek pobranych na Śląsku w dniach 5, 6 i 7 czerwca 2020. W tych dniach wykryto na Śląsku, odpowiednio 177, 351 i 325 nowych przypadków.
9 czerwca 2020 WSSE Katowice podało „liczba próbek zbadanych w laboratoriach w woj. śląskim łącznie – 104 303 – liczba próbek zbadanych w ramach badań przesiewowych – 69 755”. Badania przesiewowe oznaczają m.in. że próbki są badane w laboratoriach poza województwem śląskim z powodu zbyt dużej liczby próbek.
8 sierpnia 2020 Ministerstwo Zdrowia w komunikacie na Twitterze podało komunikat: „Z uwagi na błąd w raportowaniu testów przez WSSE Kielce co przełożyło się na pomyłkowe zapisanie w raporcie ok. 230 tys. testów, odejmujemy je od ogólnej puli przeprowadzonych badań”.
3 września 2020 Minister Zdrowia zapowiedział zmiany w systemie testowania, priorytetem będzie testowanie osób, które wykazują objawy COVID-19, czyli pacjentów z gorączką, kaszlem i problemami z oddychaniem. Zmiana ta spowodowała, że stosunek liczby wykrytych zakażeń do liczby wykonanych testów znacząco się podwyższył i w listopadzie 2020 doszedł do 50%. Wskazywanie pacjentów do testów przez lekarzy POZ, niepracujących w weekendy, spowodowało także zmniejszenie wykrywanych przypadków w sobotę, niedzielę i poniedziałek w stosunku do innych dni tygodnia.
4 stycznia 2023 Minister Zdrowia poinformował o podpisaniu rozporządzenia o wprowadzeniu do POZ tzw. testów combo, które pozwalają na identyfikację choroby – RSV, grypę A+B lub COVID-19.

#### Rzecznik Praw Obywatelskich
Na początku kwietnia 2020 Rzecznik Praw Obywatelskich Adam Bodnar zwrócił uwagę na zbyt małą liczbę laboratoriów oraz laborantów. Ponadto, zdaniem RPO, personel pracuje po godzinach, a placówki nie są w stanie przebadać wszystkich, którzy mają podejrzenia co do swojego stanu zdrowia.

#### Media
18 marca 2020 polskie laboratoria wykonywać mogły 3 tysiące testów na dobę, ale wykorzystywano tylko około połowy ich możliwości. Na początku kwietnia 2020 wykonywano ponad pięć tysięcy testów dziennie, co jednak przez część portali specjalistycznych zostało uznane za niewystarczające (liczba wykonanych do połowy kwietnia 2020 testów w Polsce wyniosła 4,12 na tysiąc mieszkańców, a np. w Czechach wykonano ich trzy razy więcej – 12,37 na tysiąc), co wpływa na liczbę wykrytych zakażeń. Mniej testów niż w Polsce (do połowy kwietnia 2020) wykonano tylko w Grecji i Rumunii oraz na Węgrzech (odpowiednio: 3,36 i 3,62 oraz 3,72 testu na tysiąc mieszkańców).
Ministerstwo Zdrowia komunikowało w połowie kwietnia 2020, że zdolność polskich laboratoriów sięga 20 tysięcy testów dziennie; 10 i 11 kwietnia 2020 wykorzystano te możliwości w przybliżeniu w połowie (wykonując po około 11 tysięcy testów w tych dwóch dniach), ale w kolejnych czterech dobach już znacznie mniej i znacząco poniżej możliwości laboratoriów (kolejno 8,4 tys., 5,6 tys. 4,7 tys. i 8,1 tys.). Rzecznik Ministerstwa, Wojciech Andrusewicz wyjaśnił to niewykorzystanie zdolności laboratoriów faktem, iż to lekarze nie zlecają dostatecznej liczby testów; wypowiedź ta jednak spotkała się z krytyką środowisk lekarskich, które wskazywały z jednej strony na brak jasnych wytycznych zlecania badań na obecność koronawirusa, ale ponadto także na braki w zaopatrzeniu w niezbędne do pobierania próbek narzędzia, tzw. „wymazówki”.

### Przyczyny klastrowego przebiegu pandemii
Poluzowanie zasad sanitarnych począwszy od 4 maja 2020 po około 40 dniach spowodowało wyraźne klasterowanie (koncentrowanie się) nowych ognisk zakażeń (m.in. kopalnie na Górnym Śląsku, zakłady pracy, duże spotkania towarzyskie jak komunie czy wesela).
Wyniki badań opublikowanych przez GUS w 2014 roku wskazują, że w Polsce do pracy dojeżdża 3,1 mln pracowników najemnych, przy czym najbardziej mobilni są mieszkańcy województw śląskiego, wielkopolskiego, mazowieckiego i małopolskiego, co wynika przede wszystkim z sąsiedztwa dużego ośrodka miejskiego, przyciągającego do pracy ludność okolicznych gmin.
20 maja 2020 – Województwo śląskie to pierwszy region w Polsce, w którym liczba potwierdzonych przypadków koronawirusa przekroczyła 6 tysięcy.
8 czerwca 2020 wstrzymanie wydobycia w dwunastu śląskich kopalniach – dwóch kopalniach JSW i dziesięciu zakładach PGG.
7 sierpnia 2020 resort zdrowia przedstawił szczegóły obostrzeń, jakie będą obowiązywać w powiatach, w których notuje się najwięcej nowych przypadków zakażenia. Zaostrzone rygory będą dotyczyć dziewiętnastu powiatów w województwach śląskim, wielkopolskim, małopolskim, łódzkim i podkarpackim.
Śląscy naukowcy stwierdzili, że ze społeczno-gospodarczego punktu widzenia zasadniczą rolę w rozprzestrzenianiu się epidemii odgrywają: wysoka gęstość zaludnienia i wskaźnik urbanizacji w regionie (w miastach mieszka 78 proc. ludności; na jeden kilometr kwadratowy przypada 365 osób), złożony i połączony zespół osadniczy typu konurbacja, a także lokalizacja wielu podmiotów gospodarczych, w tym dużych przedsiębiorstw z różnych branż. Nie bez znaczenia są także liczba placówek zdrowotnych, zwłaszcza szpitali i ich rozmieszczenie w regionie (79 szpitali tylko w centralnej części regionu) oraz domów opieki koncentrujących ludzi starszych i z problemami zdrowotnymi.

#### Liczba zakażeń w województwie śląskim na tle Polski
Liczba nowych przypadków na milion mieszkańców w okresie największych zakażeń w województwie śląskim.

### Rozwój telemedycyny
Ograniczenie możliwości stacjonarnego prowadzenia postępowania diagnostyczno-rehabilitacyjnego w zakresie usług medycznych, które było skutkiem rozpoczęcia masowych zarażeń wirusem SARS-CoV-2 w Polsce, znacznie wpłynęło na sposób i jakość terapii. Wprowadzone w kwietniu 2020 r. restrykcje, ukierunkowane na zmniejszenie liczby zakażeń, bezpośrednio wpłynęły na częstotliwość i rodzaj podejmowanych oraz kontynuowanych procesów terapeutycznych. Szczególnie ważnym problemem była nagła potrzeba przeorganizowania wizyt i zajęć rehabilitacyjnych z formy stacjonarnej do zdalnej.
Duże znaczenie miał również wzrost paniki społecznej, którego efektem było ograniczenie indywidualnych spotkań z lekarzami, rehabilitantami, logopedami lub nawet czasowe przerwanie terapii. Szczególnie wymagająca była konieczność nagłego przestawienia się na świadczenie usług w formie zdalnej i zmiany standardów postępowania.
Według ankiety przeprowadzonej wśród logopedów, 89,5% rehabilitantów zdecydowało się na zdalne kontynuowanie terapii, z drugiej strony, 94,7% respondentów zaobserwowało okresowe przerwanie terapii przez część pacjentów.

## Dezinformacja

### Zarys zjawiska
W przestrzeni informacyjnej pojawił się szereg nieprawdziwych informacji, prób oszustw i wprowadzania w błąd, związanych z wystąpieniem zakażeń wirusem SARS-COV-2 (pandemii COVID-19) w Polsce. Nieprawdziwe informacje obejmują m.in. fałszywe tezy o pochodzeniu wirusa, sposobie diagnozowania, zapobiegania i leczenia choroby, działaniach podejmowanych (lub też niepodejmowanych) przez władze i państwowe organy sanitarne, oraz rozwoju sytuacji. Podejmowane są próby oszustw (wyłudzeń) i wprowadzania w błąd, które polegają m.in. na: wysyłaniu fałszywych SMS od osób podszywających się pod instytucje państwowe, publikacji fałszywych map, sensacyjnych nagłówków prowadzących do szkodliwych stron usiłujących wyłudzić dostęp do kont i numerów kart kredytowych oraz próbach sprzedaży produktów rzekomo „zapobiegających zakażeniu koronawirusem”.

### Walka z dezinformacją
Pod koniec marca 2020 Komisja Europejska (KE) poinformowała o fałszywych informacjach „będących częścią zaplanowanych kampanii dezinformacyjnych”. KE zaleciła postępowanie według zaleceń krajowych służb zdrowia poszczególnych państw UE oraz czerpanie informacji na temat pandemii COVID-19 wyłącznie z wiarygodnych źródeł jak np. strony organizacji unijnych i międzynarodowych – Europejskie Centrum ds. Zapobiegania i Kontroli Chorób (ECDC) i Światowa Organizacja Zdrowia (WHO). KE poinformowała o zwalczaniu dezinformacji w ścisłej współpracy z platformami internetowymi poprzez:
- promowanie wiarygodnych źródeł;
- degradowanie informacji, które po sprawdzeniu okazały się nieprawdziwe lub wprowadzające w błąd;
- usuwanie treści nielegalnych i niebezpiecznych dla zdrowia[120].

Przewodnicząca KE Ursula von der Leyen powołała „Zespół ds. szybkiego reagowania na koronawirusa”. KE uruchomiła również swoją stronę internetową, na której weryfikowane są pojawiające się informacje dotyczące koronawirusa i obalane fałszywe twierdzenia.

## Protesty przeciwko obostrzeniom

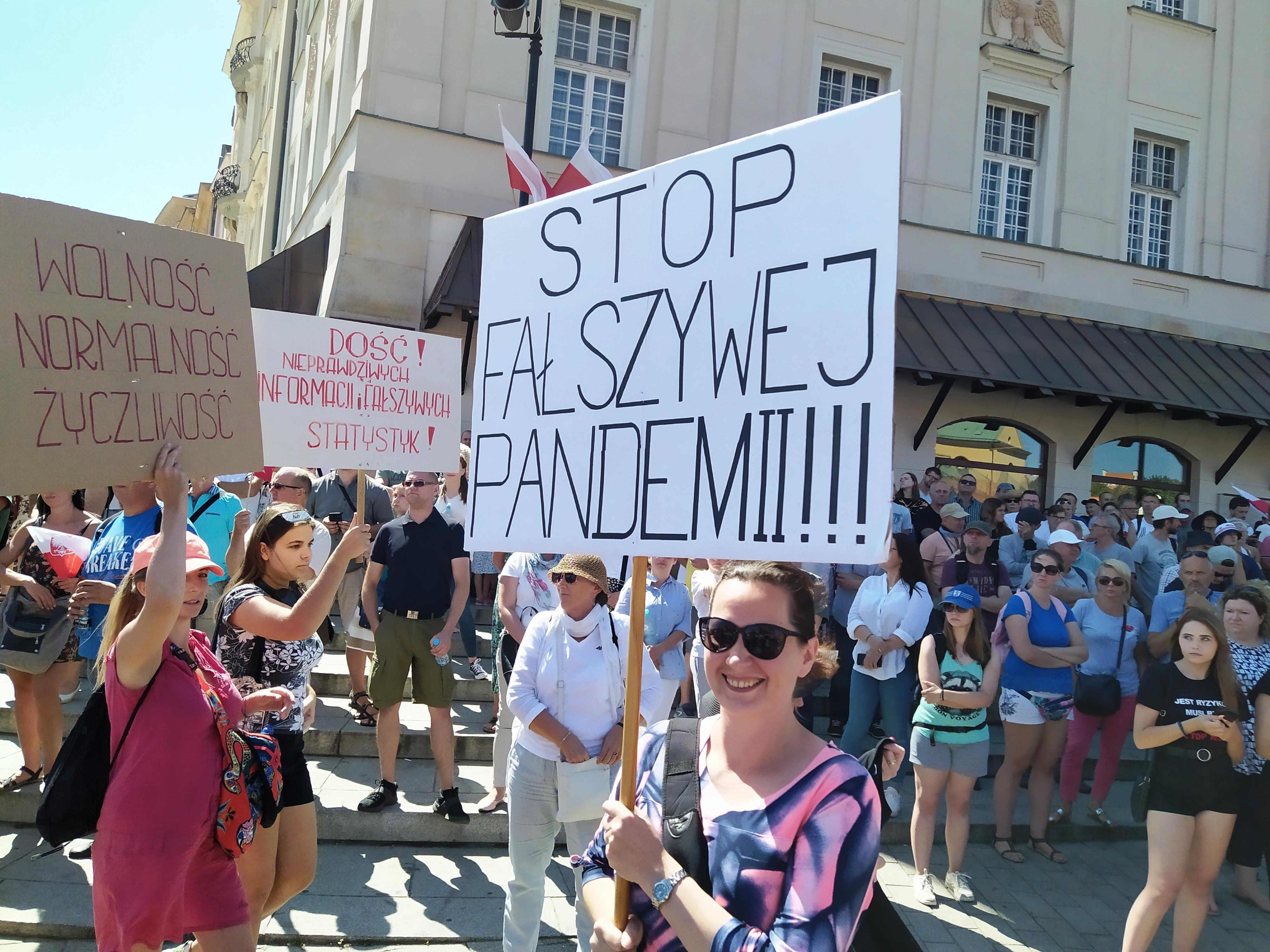
Transparenty na proteście 2020-08-16 w Warszawie

Obostrzenia wprowadzane przez rząd w związku z pandemią, zwłaszcza zakaz wykonywania niektórych rodzajów działalności gospodarczej i powszechny obowiązek zasłaniania ust i nosa w miejscach publicznych, spotkały się ze sprzeciwem niektórych środowisk. W okresie od kwietnia 2021 do czerwca 2021 odbywały się protesty pod nazwą „Strajk Przedsiębiorców”, organizowane m.in. przez Pawła Tanajno. Część tych protestów była tłumiona przez Policję.
W dniu 16 sierpnia 2020 odbył się w Warszawie protest pod hasłem „Stop Plandemii”. Protestujący domagali się zniesienia obostrzeń i dymisji Ministra Zdrowia Łukasza Szumowskiego. Organizatorami protestu byli Justyna Socha ze stowarzyszenia „Stop Nop” oraz grupa Komisja śledcza COVID-19. Na proteście przemawiali też poseł na Sejm Grzegorz Braun, wokalista Iwan Komarenko i słowacki europarlamentarzysta Milan Uhrík.
Kolejny protest odbył się w dniu 12 września 2020. W dniu 10 października 2020 protesty odbyły się w całej Polsce; w kilku miastach zgromadzenia zostały rozwiązane z powodu nieprzestrzegania przepisów sanitarnych.
24 października 2020 w Warszawie na Placu Defilad zorganizowano protest pod hasłem „Międzynarodowy Marsz o Wolność”. Policja użyła wobec protestujących środków przymusu bezpośredniego. Zatrzymano ponad 100 osób.
Kolejny ogólnopolski protest odbył się 20 marca 2021 w Warszawie na Placu Defilad. Zgromadzenie zostało rozwiązane decyzją władz miasta, zaś protestujący w mniejszych grupkach udali się na Pole Mokotowskie, gdzie pierwotnie planowane było zakończenie przemarszu. Tam doszło do starć z Policją.

### Otwieranie lokali wbrew obostrzeniom
Począwszy od stycznia 2021 roku prowadzona jest akcja przedsiębiorców pod hasłem „OtwieraMY”, polegająca na prowadzeniu działalności gospodarczej mimo wprowadzonych zakazów. Stworzono interaktywną mapę działających obiektów – głównie z branż gastronomicznej, hotelarskiej i rozrywkowej. Jarosław Foremny – dyrektor Wojewódzkiej Stacji Sanitarno-Epidemiologicznej w Krakowie stwierdził, że inspekcja sanitarna nie jest w stanie opanować „pospolitego ruszenia” restauratorów. W otwierających się lokalach w całym kraju prowadzone są jednak kontrole. Przedsiębiorcy na potwierdzenie legalności swoich działań przytaczają wyrok sądu w Opolu, stwierdzający, że wolności konstytucyjne (w tym wolność prowadzenia działalności gospodarczej) nie mogą być ograniczone rozporządzeniem.
"Żaden przepis upoważnień ustawowych zawartych w art. 46 ust. 4 i art. 46b ustawy o zapobieganiu oraz zwalczaniu zakażeń i chorób zakaźnych u ludzi nie zawiera umocowania do określania w rozporządzeniu zakazów prowadzenia działalności gospodarczej. Rada Ministrów upoważniona była wyłącznie do wprowadzenia rozporządzeniem ograniczeń w zakresie korzystania z wolności działalności gospodarczej".
We Wrocławiu, po kilkukrotnych interwencjach w otwartych klubach, Policja prowadziła działania uniemożliwiające klientom wstęp do środka, została również zawiadomiona prokuratura. Natomiast w Rybniku doszło do starć klientów klubu muzycznego z Policją.

### Pozwy do sądów
Od samego początku obostrzeń wielu przedsiębiorców wystąpiło z pozwami do sądów, żądając ochrony prawnej przed gospodarczymi skutkami pandemii. W szczególnej sytuacji znaleźli się najbardziej dotknięci pandemią najemcy lokali w galeriach handlowych, którzy żądali by sądy obniżyły im czynsze lub pozwoliły rozwiązać umowy najmu lokali, ze względu na rażące straty związane z obowiązkiem zapłaty czynszu za lokale w zamkniętych galeriach i centrach handlowych. Z kolejnymi wnioskami do sądów zwracały się osoby, walczące z obowiązkiem noszenia maseczek – sprawy te zostały w większości, po czasie rozstrzygnięte na ich korzyść. Stanowisko takie, zostało także poparte przez Rzecznika Praw Obywatelskich.

## Pandemia i rasizm
W maju 2020 roku Stowarzyszenie „Nigdy Więcej” opublikowało raport pt. „Wirus nienawiści: Brunatna Księga czasu epidemii”, dokumentujący akty rasizmu, ksenofobii i dyskryminacji, do jakich doszło w kontekście koronawirusa w Polsce. Raport zarejestrował przypadki napaści na przedstawicieli mniejszości, obwinianych o roznoszenie wirusa, a także przejawy mowy nienawiści i teorie spiskowe na temat epidemii szerzone przez skrajną prawicę.

## Liczba testów (wykresy)

### Liczba wykonanych testów na dobę
Ministerstwo Zdrowia ogłosiło, że od 1 kwietnia 2022 nie będzie podawało szczegółowych informacji, w tym liczby testów antygenowych, a testy RT-PCR będą wykonywane tylko w szczególnych wypadkach.
Od tego dnia spadła średnia liczba wykonywanych testów.
15 kwietnia 2022 Ministerstwo Zdrowia ogłosiło, że od 16 kwietnia 2022 nie będzie podawało na Twitterze informacji covidowych. Dane zbiorcze będą podawane na koncie Twitter raz w tygodniu w środy. Codzienne informacje podawane są na stronie.

### Procent liczby testów pozytywnych do liczby testów
Wobec ograniczeń w finansowaniu testów, liczba pozytywnych wyników testów przestała być wskaźnikiem rozwoju epidemii Covid-19 w Polsce. Poniższy wykres wskazuje bliższy rzeczywistości wskaźnik zakażeń. W przeciwieństwie do okresu wakacyjnego w 2021, w 2022 wskaźnik rośnie. Może to mieć związek z zaprzestaniem powszechnych szczepień, napływem dużej liczby emigrantów z mniej wyszczepionej Ukrainy lub większej zaraźliwości Omikron. Według WHO wskaźnik ten powyżej 5% świadczy o braku kontroli nad pandemią. Według ekspertów nowa fala pandemii jest spowodowana wariantem BA.5 koronawirusa. Nowa odmiana jest bardziej zaraźliwa od poprzednich, a dodatkowo wykazuje odporność na szczepionkę.
Ze względu na opóźnienie w raportowaniu przez MZ liczby pozytywnych wyników testów w stosunku do raportowania liczby pobranych próbek, na wykresie pokazano średnią z dwóch dni.
Widoczne na wykresie gwałtowne spadki w soboty i niedziele wynikają z faktu, że wtedy większość testów wykonywanych jest w szpitalach i dotyczy personelu medycznego, który jest testowany rutynowo i jest w większości zaszczepiony lub ma nabytą odporność po przebyciu zakażenia COVID-19.

### Procent liczby powtórnych zakażeń do testów pozytywnych
W przeciwieństwie do wiosny 2022, w 2023 wskaźnik rósł, co mogło mieć związek z zaprzestaniem powszechnych szczepień lub większą zaraźliwością wariantu Omikron. Według ekspertów nowa fala pandemii była spowodowana wariantem BA.5 koronawirusa. Nowa odmiana była bardziej zaraźliwa od poprzednich, a dodatkowo wykazywała odporność na starą szczepionkę.

## Liczba zakażeń (wykresy)

### Porównanie sezonów pandemii COVID-19 wg zakażeń
Zestawienie fal zakażeń w poszczególnych sezonach pandemii (średnia liczba zakażeń z ostatnich 7 dni).
Z położenia maksimów zakażeń w różnych latach wynika, że COVID-19 nie jest chorobą sezonową jak grypa, jednak latem mniej jest zakaźna.

## Liczba zgonów (wykresy)

### Dzienna i średnia tygodniowa liczba zgonów
Widoczna na wykresie tygodniowa cykliczność liczby zgonów wynika z tego, że Ministerstwo Zdrowia w codziennych komunikatach podaje dane ze spóźnionych raportów regionalnych USC, a nie faktyczne liczby zgonów w danym dniu.

### Łączna liczba zgonów
Aktualna liczba zmarłych z powodu COVID-19 i chorób współistniejących: 119 624

### Aktywne przypadki oraz zgony z powodu COVID-19

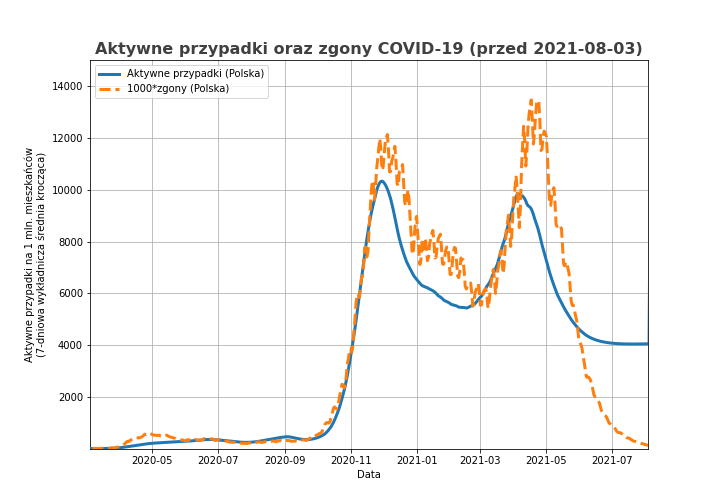
Porównanie krzywej aktywnych przypadków oraz zgonów (x1000) z powodu COVID-19. Skala krzywej zgonów została powiększona 1000 razy, aby umożliwić bezpośrednie porównanie przebiegu krzywych. Oba wykresy przedstawiają wykładniczą średnią kroczącą (EWA). Na linii zgonów widać tygodniowy cykl wynikający z przyjętego systemu raportowania zgonów do USC. Dane dotyczą jedynie okresu przed 2021-08-03, ponieważ jedynie do tego dnia baza dany uniwersytetu Johna Hopkinsa zawierała dane o ozdrowieńcach. Bez tej informacji nie ma możliwości wyznaczenia liczby aktywnych przypadków.

### Wątpliwości co do rzeczywistej liczby zakażonych i zgonów
W numerze 19. w dniu 6 maja 2020 tygodnik „Polityka” opublikował artykuł, z którego wynika, że podawane przez rząd dane odnośnie śmiertelności i zapadalności na COVID-19 mogą być znacznie zaniżane. Autorzy dokonali sprawdzenia danych statystycznych co do zgonów w marcu 2019, lutym 2020 oraz marcu 2020. Oficjalne dane mówią o śmierci 43 osób w marcu 2020. Jednak według danych przekazanych z Ministerstwa Cyfryzacji do Głównego Urzędu Statystycznego w marcu 2020 zmarło 36 557 osób, czyli o 2450 więcej niż w marcu 2019 (+6,7%) i o 2500 więcej niż w lutym 2020. Informacja może powodować zamęt wśród osób, które nie przeanalizują tych danych za pomocą odpowiednich narzędzi matematycznych. Marzec 2020 trwał 31 dni, podczas gdy luty – zaledwie 29. Jest to przyrost o 6,9%, porównywalny z przyrostem liczby zgonów. Jednak autor dalej stwierdza, że wzrost miesięcznej liczby zgonów nawet o 2–3 tys. mieści się w paśmie wieloletnich naturalnych, często trudnych do wytłumaczenia wahań.
Na wątpliwości co do sposobu liczenia zgonów wskazywał też prezydent Warszawy Rafał Trzaskowski. Odnosząc się do podanej oficjalnie liczby 8 zgonów w Warszawie poinformował, że w tym samym okresie kierowany przez niego ratusz wystawił 32 akty zgonu, w których jako przyczynę śmierci wskazano COVID-19. Do wypowiedzi tej odniósł się Główny Inspektor Sanitarny, stwierdzając, że zgony liczone są nie według miejsca wystawienia aktu zgonu, a według miejsca zameldowania zmarłego. Rafał Trzaskowski replikował, że spośród wskazywanych 32 osób, 18 było zameldowanych na terenie Warszawy.
Wątpliwości co do ilości zakażeń od 4 listopada 2020 w województwach mazowieckim i śląskim wykazał 19-letni analityk Michał Rogalski. Zbadanie sprawy minister zdrowia Adam Niedzielski zlecił Głównemu Inspektorowi Sanitarnemu. 24 listopada 2020 w danych podanych przez resort zdrowia pojawiła się informacja, że „w globalnej liczbie zakażeń uwzględnione jest ok. 22 tys. niezaraportowanych przypadków”. Dokładnie chodzi o 22 594 przypadki. Dodatkowo w tym dniu nie wskazano źródeł 227 przypadków w poszczególnych województwach. Do globalnej liczby wykrytych zakażeń dodano 32733 przypadki.
W dniu 25 listopada 2020 Ministerstwo Zdrowia ogłosiło aktualną metodologię raportowania wykrywanych przypadków zakażeń i zgonów.
1. Dzienna liczba zakażonych=liczba osób z pozytywnym wynikiem zaraportowanych przez laboratoria do systemu EWP w ciągu ostatniej doby (osoby z unikalnym numerem PESEL).
2. Korekty – w systemie raportowym, w indywidualnych przypadkach wyniki mogą zmienić się wstecznie na skutek wprowadzanych korekt. Korekty mogą dotyczyć również danych adresowych lub danych osobowych. Co za tym idzie, globalna liczba przypadków będzie wyliczana na każdy dzień od nowa, a zmiana tej wartości w określonym przedziale czasu może nie być równa sumie wszystkich nowych przypadków zaraportowanych w poszczególnych dniach tego okresu.
3. Pozytywne wyniki testów antygenowych i komercyjnych są uwzględniane na bieżąco w prezentowanych danych.
4. Zgony uwzględniają zarówno śmierć danej osoby wyłącznie z powodu COVID-19, jak i współistnienia COVID-19 z innymi chorobami. W indywidualnych przypadkach, po weryfikacji medycznej lub ponownym zaraportowaniu powód zgonu danej osoby może zostać zmieniony.
5. W raportach dziennych występują przypadki zaraportowania wyniku dodatniego bez przypisania do konkretnego województwa i powiatu, w związku z brakiem adresu pacjenta po stronie laboratorium. Wskazani pacjenci będą przypisywani do województw i powiatów przez stacje sanitarno-epidemiologiczne[157].

Wątpliwości co do poprawności detekcji zgonów wywołanych przez COVID-19 były również podnoszone w pracach naukowych, a wynikały z poważnej rozbieżności pomiędzy liczbą oficjalnie zaraportowanych zgonów, a obliczoną z modeli liczbą zgonów nadliczbowych dla okresu pandemii. Dla okresu drugiej i trzeciej fali raportowane dane o zgonach na COVID-19 byłyby zasadniczo zgodne z liczbą zgonów nadliczbowych, tylko w przypadku założenia, że zostało wykryte łącznie jedynie 60% przypadków. W czasie drugiej fali szacowana liczba zgonów wynosiłaby nie 37 600 a 73 300, a w trzeciej fali nie 34 700 a 46 200. Dla pierwszej fali liczba nadliczbowych zgonów była zbyt niska by było możliwe stosowanie tej metodologii, acz zakładając, że wykrywalność była porównywalna jak w drugiej i trzeciej fali, to musiało umrzeć zamiast 2100, około 3500 osób.

## Polska na tle państw sąsiednich wg zakażeń (wykresy)

### Liczba wykonanych testów w Polsce i państwach sąsiednich
W tabeli podano całkowitą liczbę testów od początku pandemii do 23 czerwca 2022
| Państwo  | Tys. testów na 1 tys. ludności | Okres danych            |
| Rosja    | 2,02                           | 04.03.2020 – 04.06.2022 |
| Niemcy   | 1,56                           | 15.03.2020 – 12.06.2022 |
| Ukraina  | 0,44                           | 01.06.2020 – 18.02.2022 |
| Czechy   | 5,09                           | 06.03.2020 – 22.06.2022 |
| Słowacja | 9,40                           | 06.03.2020 – 16.06.2022 |
| Litwa    | 3,24                           | 20.03.2020 – 19.06.2022 |
| Białoruś | 1,40                           | 03.03.2020 – 10.05.2022 |
| Polska   | 0,98                           | 12.03.2020 – 16.06.2022 |

### Procentowe dzienne liczby zakażeń w Polsce i państwach sąsiednich

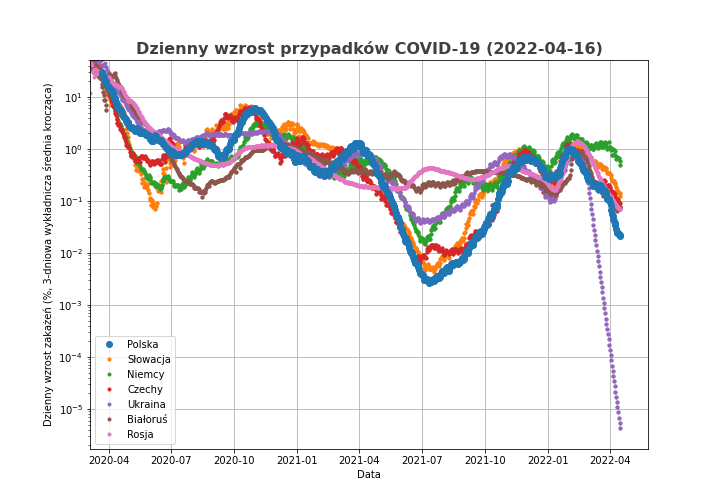
Procentowe wzrosty dzienne przypadków COVID-19 w Polsce i państwach sąsiednich. Wykres przedstawia uśredniony dzienny wzrost liczby przypadków podzielony przez całkowitą liczbę zarejestrowanych przypadków.

### Trajektoria liczby zachorowań w Polsce na tle państw sąsiednich

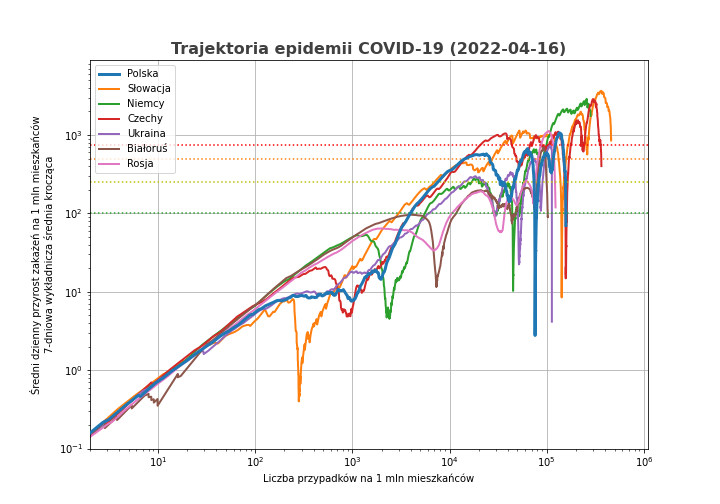
Wykres obrazujący liczbę zachorowań na COVID-19 w Polsce i państwach sąsiednich. Wykres obejmuje czas od osiągnięcia 1 przypadku na 1 mln mieszkańców do dnia podanego w tytule wykresu. Czas biegnie wzdłuż krzywych. Użyta średnia krocząca to średnia o wykładniczych wagach i czasie połowicznego zaniku podanym w opisie osi. Liczby na osiach podane na 1 mln mieszkańców, co pozwala porównać, na jakim etapie zaawansowania infekcji państwa wprowadziły swoje strategie walki z epidemią i jak są one skuteczne. Trzeba pamiętać, że taka ocena etapu epidemii jest bardzo zależna od powszechności i skuteczności przeprowadzanych testów. Spadek od tej granicznej linii (Niemcy, Czechy i Słowacja) pokazuje koniec swobodnego rozwoju i zatrzymywanie epidemii w każdym z krajów. Wypłaszczenie krzywej dla Polski świadczy tylko o zatrzymaniu swobodnego rozwoju epidemii. Chwilowy spadek dla Białorusi wynika raczej z chwilowego braku testów. Inspiracją do wykresu jest podobna analiza wykonana przez Aatish Bhatia. Różnica polega m.in. na użyciu liczb per capita i innym sposobie uśredniania danych.

### Liczba aktywnych zakażeń w Polsce na tle państw sąsiednich

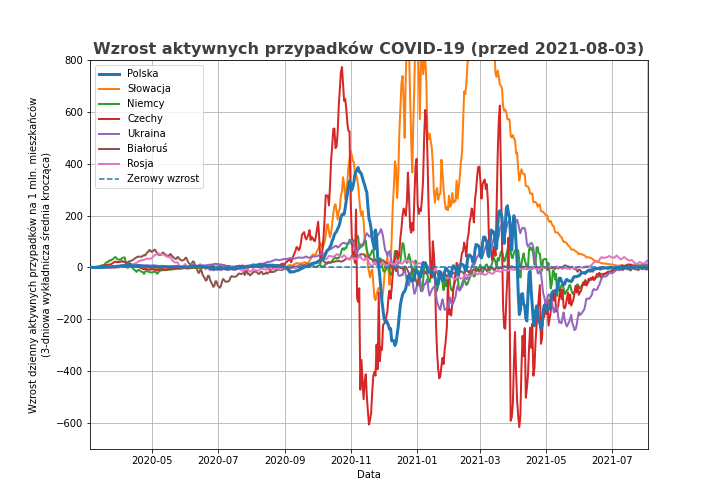
Dzienne zmiany aktywnych przypadków COVID-19 na 1 mln mieszkańców w Polsce i krajach sąsiednich. Krzywe są wykładniczą średnią kroczącą (EWA). Na wielu liniach widać tygodniowy cykl liczby aktywnych przypadków wynikający z cyklu pobierania próbek. Dane dotyczą jedynie okresu przed 2021-08-03, ponieważ jedynie do tego dnia baza danych uniwersytetu Johna Hopkinsa zawierała dane o ozdrowieńcach. Bez tej informacji nie ma możliwości wyznaczenia liczby aktywnych przypadków.